# Srećko Bogdan
Srećko Bogdan (Mursko Središće, 5. siječnja 1957.), bivši je hrvatski i jugoslavenski nogometni reprezentativac, te sadašnji trener. Po vokaciji je bio obrambeni igrač, ali je kao izvrstan skakač često sudjelovao u napadu svoje momčadi i zabijao pogotke.

## Igračka karijera

### Klupska karijera
Nastupao je najprije za Rudar iz Murskog Središća, a zatim za MTČ iz Čakovca. Od 1975. godine igrao je u zagrebačkom Dinamu gdje je ostao do 1985. godine. Za Dinamo je odigrao ukupno 595 utakmica i zabio 125 pogodaka. S Dinamom osvojio je prvenstvo 1981./82. te kupove 1979./80., 1982./83. godine. U inozemstvu nastupao je za njemački klub Karlsruher SC od 1985. do 1993. godine, gdje je odigrao oko 450 utakmica.

### Reprezentativna karijera
Za nogometnu reprezentaciju Jugoslavije odigrao je 11 utakmica. Prvi put je nastupio 1977. godine u Bogoti protiv Kolumbije, a posljednji put 1983. godine u Luksemburgu protiv Zapadne Njemačke. Za Hrvatsku je odigrao dvije utakmice i postigao jedan pogodak. Nastupio je 1990. godine protiv Rumunjske i 1991. godine protiv Slovenije.

## Trenerska karijera
Ostavši u Karlsruheu nakon završetka igračke karijere nastavio je u Karlsruher SC-u kao direktor omladinske škole i trener juniora (od 1993. do 1996. godine) te pomoćni trener seniora od 1996. do 2000. godine. Trener je VfR Mannheima u sezoni 2001./02. a NK Inter-Zaprešić trenirao je 2005. – 2006. godine te nakon izborenog plasmana vodio je Inter u Europi u dvije utakmice protiv beogradske Crvene zvezde. Od sezone 2007./08. bio je trener HNK Segeste iz Siska u 2. HNL. U sezoni 2009./10. je bio trener Međimurja u 1. HNL. U sezoni 2010./11. trenirao je NK Savski Marof, a poslije je preuzeo voditeljstvo Škole nogometa i juniorske momčadi Inter Zaprešića.

## Športsko administrativna karijera
Godine 2003. bio je športski direktor Intera iz Zaprešića.

## Komentatorska karijera
Tijekom Svjetskog prvenstva u nogometu 2006. godine u Njemačkoj komentirao je, kao sukomentator i stručni suradnik, utakmice za HTV.

## Priznanja
Dinamo Zagreb
- Prva savezna liga (1): 1981./82.
- Kup maršala Tita (2): 1979./80., 1982./83.

## Vanjske poveznice
- Srećko Bogdan, Hrvatski nogometni savez